# دوين سينغلتون
دوين سينغلتون (بالإنجليزية: Duane Singleton)‏ هو لاعب كرة قاعدة أمريكي، ولد في 6 أغسطس 1972 في جزيرة ستاتن في الولايات المتحدة.